# Han Urbanus
Johannes Hendrikus (Han) Urbanus (Rotterdam, 22 juni 1927 – 5 februari 2021) was een Nederlands honkballer. In de jaren vijftig werd hij vijf keer gekozen als beste werper.

## Loopbaan
Urbanus groeide op in de Watergraafsmeer en kwam jarenlang uit voor OVVO uit Amsterdam Oost, waarmee hij vijfmaal achtereen het landskampioenschap behaalde. Hij was een rechtshandige werper. Tevens speelde hij twaalf jaar lang voor het Nederlands honkbalteam. In 1952 werd hij uitgenodigd om deel te nemen aan een trainingskamp van de New York Giants. De kennis die hij daarbij opdeed, gebruikte hij om het honkbal in Nederland verder te ontwikkelen. Na de watersnoodramp van 1953 in Nederland reisde Urbanus met een speciale sponsortrein met onder meer Jane Wyatt door de Verenigde Staten om geld in te zamelen voor de slachtoffers.
Tussen 1956 en 1965 werd hij met zijn team zeven maal op rij Europees kampioen.
Op 3 mei 1984 werd hij opgenomen in de Hall of Fame van de KNBSB. In zijn carrière behaalde hij als zeer goede allround honkballer vijfmaal de Gouden Balinkmedaille van de KNBSB als beste werper in de hoogste competitie van dat jaar, eenmaal de zilveren, eenmaal goud als beste slagman en eenmaal goud als Meest Waardevolle Speler. Tot zijn pensionering werkte Urbanus als accountant.

## Privéleven
Hij is de vader van Charles Urbanus jr., grootvader van Nick Urbanus en een broer van Charles Urbanus sr., allen eveneens honkballers. Han Urbanus overleed begin februari 2021 op 93-jarige leeftijd.